# 史賓賽的機密任務
《史賓賽的機密任務》（英語：Spenser Confidential）是一部2020年美國喜劇驚悚片，由彼得·柏格執導，西恩·歐克費和布萊恩·海格蘭編劇，改編自艾斯·艾金斯和羅伯·派克創作的虛構角色史賓賽，以及小說《Wonderland》和電視劇《偵探史賓賽》。其主演包括馬克·華伯格、溫斯頓·杜克、亞倫·阿金、艾莉莎·施萊辛格、波金·伍德賓恩、馬克·馬龍與奧斯汀·波斯特。
該片2020年3月6日在Netflix上發行，評價兩極分化。

## 演員
- 馬克·華伯格 飾 偵探史賓賽（英语：Spenser (character)）
- 溫斯頓·杜克 飾 霍克
- 亞倫·阿金 飾 亨利·西莫利
- 艾莉莎·施萊辛格（英语：Iliza Shlesinger） 飾 西茜·戴維斯
- 波金·伍德賓恩（英语：Bokeem Woodbine） 飾 德里斯科爾
- 馬克·馬龍（英语：Marc Maron） 飾 韋恩·寇斯葛夫
- 波茲·馬龍 飾 史奎比
- 凱西·溫德拉（英语：Cassie Ventura） 飾 愛麗絲

## 迴響
在爛番茄上根據29篇評論，該片新鮮度41%，平均得分4.61／10。在Metacritic則獲得48分。

## 外部連結
- 在Netflix上觀看《史賓賽的機密任務》
- 互联网电影数据库（IMDb）上《史賓賽的機密任務》的资料（英文）

#invoke:NavboxV2